# Yūichi Akasaka
Yūichi Akasaka (jap. 赤坂 雄一, Akasaka Yūichi; * 29. September 1967 in der Präfektur Ibaraki) ist ein ehemaliger japanischer Shorttracker.
Akasakas Karriere begann in den frühen 1980er Jahren, als er bei den Shorttrack-Weltmeisterschaften 1983 in Tokio als dritter Läufer der Gastgeberstaffel die Bronzemedaille gewann. Auch danach erreichte Akasaka bei den jährlich ausgetragenen globalen Titelwettkämpfen weitere Erfolge; so sorgte er 1985 in Amsterdam – diesmal als zweiter Läufer der Staffel – mit für den ersten Triumph seines Heimatlandes in dieser Disziplin. Diesen Sieg wiederholte er mit anderen Teamkameraden auch 1992 sowie 1994. Bis zur Mitte der 1990er Jahre gewann Akasaka insgesamt sechs WM-Medaillen, fünf davon in der Staffel. Die einzige Einzelmedaille sicherte sich der Japaner 1990, als er im Mehrkampf punktgleich mit dem Briten Wilf O’Reilly den Silberrang belegte und sich nur dem Südkoreaner Lee Joon-ho geschlagen geben musste.
In seiner Laufbahn sammelte Akasaka auch olympische Erfahrungen; sowohl 1992 als auch 1994 wurde er in der Staffel eingesetzt und gewann in dieser Disziplin zusammen mit Tatsuyoshi Ishihara, Toshinobu Kawai sowie Tsutomu Kawasaki 1992 in Albertville die Bronzemedaille.